# Левицький Йосип Іванович
Йо́сип Іва́нович Леви́цький (24 травня 1801, Баранівці, нині Самбірського району, Львівська область — 24 травня 1860, Дрогобич, Львівщина) — український греко-католицький священник, громадсько-культурний діяч, письменник і філолог, автор граматики української мови і низки шкільних підручників.

## Біографія
1825 року закінчив Віденську духовну семінарію, викладав церковнослов'янську мову в Перемишльській духовній семінарії.
Водночас учителював у селах Шкло, Грушів та Нагуєвичі.
У 1830 р. у Львові перевидав анонімно славетний «Лексикон славеноросский» Памви Беринди (Київ 1627), у його супраській переробці, під заголовком «Приручний словар славено-польский іли собраніє неудоб разумітельних обрітающихся в книгах церковних на язик польський толкованих» (Лексикон сиріч словесник славенскій іміющ в себі словеса, азбучния, посемже польскія… В Типографії Монастиря Общежительнаго супраслскаго. Року Божія 1722). Видно, що питання мовної культури було пекучою проблемою того часу (церковнослов'янська мова була літургічною), якщо у 1851 р. знов з'явилася подібна лексикографічна публікація перемишлянина о. Якова Досковського, але тим разом з поясненнями українською мовою (Я. Досковскій, Церковний словар содержащий перевод і ізясненіє стародавних славеньских і іноязическіх реченій в писанії святом і книгах церковних находящихся. В Перемишли, письменами русской Капітули. 1851).
Хрестоматія літературної українщини, яку о. Йосиф Левицький помістив у своїй граматиці руської мови, складена в основному із текстів українського бароко (Joseph Lewicki, Anhang zur ruthenischen grammatik // Його ж  Grammatik der ruthenischen oder klein russischen sprache in Galizien. Przemysl 1834).
1831 року в передмові до своєї «Граматики руської або малоруської мови в Галичині» вжив термін «лемки» та «бойки», що, за деякими джерелами, сталося вперше в історії.
1843 року Левицький виступив на сторінках варшавського журналу «Денница» зі статтею «Доля галицко-русского языка и литературы», в якій дав бібліографічній огляд галицького друкарства за 70 років австрійського правління в Галичині. До 1815 року він врахував всього три книги, видані церковнослов'янською мовою. Ширше подана друкована продукція за наступні роки. Дістали відображення твори, що вийшли не лише в галицьких друкарнях, а й Будапешта, Відня, Перемишля.
1847–1853 роки — професор богослов'я у Перемишлі.
1848 року брав активну участь у Соборі руських учених в Львові, при організації Галицько-руської матиці.
Як філолог Й. Левицький визнавав самостійність української мови, але не бачив істотної різниці між нею та церковнослов'янською. Він заперечував народну основу літературної мови. З цих позицій Левицький різко критикував в огляді «Русалку Дністровую».
Виявляв великий інтерес до бібліографії. У своїй «Граматиці» він вміщує перелік старовинних церковнослов'янських книг, роблячи посилання на перший том покажчика Сопікова «Опыт российской библиографии».
Окрім своєї «Граматики» імовірно також є автором одного з перших українсько-польських словників («Приручный словарь славено-польский», Львів, 1830). Час публікації словника — є періодом сильної полонізації духовенства на Галичині. Автор скаржиться, що галичани забувають свою давню мову, й додає:
|  | Причину цього тривожного явища в нашому освіченому часі знайти (збагнути) можна зокрема у презирстві до власної мови та відданню себе з усім чужоземним мовам. Та недолюдком є той, хто соромиться мови дідів своїх! |

З кінця 1830-х рр. Левицький намагався писати народною мовою, зокрема перекладаючи вірші Ґете і Шиллера, а також у панеґіриках греко-католицьким єпископам.
Його перу належать статті щодо мовних проблем, питань літератури та музики. Також збирав фольклор, його записи увійшли до збірки «Колядки та щедрівки».
Постійне нагадування о. Левицьким новому перемиському владиці Григорієві Яхимовичу про особу і заслуги його попередника єп. Івана Снігурського скінчилося тим, що єп. Яхимович відправив його на парафію до гірського села Нагуєвичі.
У 1856 році охрестив новонародженого Івана Франка у Нагуєвичах.
Помер 24 травня 1860 року в Дрогобичі, похований у с. Нагуєвичі Дрогобицького району.

## Нагороди
- Золотий хрест заслуги з короною (1851)[9][10].

## Пам'ять
На честь Йосипа Левицького названо вулиці в містах Дрогобич і Стебник. У грудні 2017 року в Дрогобичі на вулиці Йосипа Левицького на його честь відкрито меморіальну таблицю.